# سایمن شپرد
سایمن شپرد (انگلیسی: Simon Shepherd؛ زادهٔ ۲۰ اوت ۱۹۵۶) بازیگر اهل بریتانیا است. وی از سال ۱۹۷۲ میلادی تاکنون مشغول فعالیت بوده‌است.
از فیلم‌ها یا مجموعه‌های تلویزیونی که وی در آن‌ها نقش داشته‌است، می‌توان به تلفات، پدر براون، طبابت در پیک و پوآرو اشاره نمود.